# جورج فولمير
جورج فولمير (بالإنجليزية: George Follmer)‏ مواليد 27 يناير 1934 في فينيكس، أريزونا، هو سائق فورملا 1 أمريكي سابق بدأ مسيرته الاحترافية سنة 1973. كان أول سباق له هو جائزة جنوب أفريقيا الكبرى 1973. خاض خلال مسيرته 13 سباقاً.

## سباقات شارك فيها
- لو مان 24 ساعة
- بطولة العالم للسيارات الرياضية